# Marino di Fregeno
Marino di Fregeno (Parma, XV secolo – Roma, 7 luglio 1482) è stato un teologo e vescovo cattolico italiano, legato pontificio in numerose nazioni del nord Europa, con l'incarico di raccogliere fondi per sostenere la guerra contro l'espansione turca.

## Biografia
Marino di Fregeno nacque probabilmente a Parma e divenne professore di teologia. Papa Callisto III lo incaricò nel 1457 di raccogliere le decime per la lotta contro l'espansionismo turco in Danimarca, Svezia, Norvegia ed in alcune zone della Polonia e della Lituania. Papa Pio II gli rinnovò l'incarico nel 1459, estendendolo ad alcune zone della Germania settentrionale.
A causa del suo incarico Marino entrò in conflitto in Sassonia con il principe elettore Federico II di Sassonia e con il vescovo di Meißen, Caspar von Schönberg (†1463), per ordine dei quali fu tenuto in carcere per qualche tempo.
Successivamente Marino si recò per qualche anno nei paesi scandinavi, ove riuscì a raccogliere parecchi fondi per il finanziamento delle guerre contro i turchi, promettendo in cambio indulgenze ai donatori. Egli poté così inviare grosse somme in Italia ma dovette sopportare la confisca di una parte del denaro così raccolto da parte del re di Danimarca Cristiano I e di altri sovrani laici.
La sua fama era tale, che egli fu bersaglio di violenti attacchi da parte dei critici delle indulgenze e soggetto a invettive e dileggi.
Nel 1465 giunse in Polonia, dove fu incarcerato dal re Casimiro IV, il quale incamerò anche il denaro raccolto. Poiché a Roma non giungeva più denaro e non era noto ove egli fosse, papa Paolo II emise contro di lui un ordine di cattura. Egli poté però pubblicamente smentire le accuse che lo riguardavano e comparve nuovamente a Lubecca nel 1467. Nel 1471 papa Sisto IV lo incaricò nuovamente della raccolta di fondi per la guerra contro i turchi in Danimarca, Svezia, Norvegia e Schleswig-Holstein. Egli si dedicò a questo compito per più anni, come a far pervenire notizie da diversi paesi.
Verso la metà del 1479 papa Sisto IV lo nominò vescovo di Cammin, in Pomerania, al posto dell'aspirante, il conte Ludovico di Eberstein. Egli non partì subito per la sua sede episcopale ma v'inviò l'arcidiacono polacco Peter Schönfeld come sui vicario ed amministratore diocesano. All'inizio del 1480 Marino si recò ad Ansbach dal Principe elettore Alberto III di Brandeburgo, per cercare il suo appoggio. Egli fu nominato consigliere del principe ed ottenne una lettera di referenze per il figlio di quest'ultimo, il margravio Giovanni I di Brandeburgo.
Il 24 marzo del 1480 Marino di Fregeno venne festosamente accolto a Greifswald e si insediò nel suo ufficio episcopale. Contemporaneamente iniziarono le trattative con l'ex aspirante alla sede, Ludovico di Eberstein, che chiedeva un risarcimento per la mancata assegnazione della sede di Cammin, ma le trattative andavano per le lunghe. Il duca di Pomerania, Boghislao X, fece insediare ufficialmente nella sede episcopale di Cammin il Fregeno nel maggio 1480, senza riguardo a Ludovico di Eberstein. Marino, dopo il riconoscimento da parte delle prime due città, Kolberg e Köslin, i cui privilegi egli confermò ed ampliò, fece la sua prima visita al territorio della diocesi. Con Boghislao X egli confermò l'accordo del 1476, che stabiliva la dipendenza della diocesi dai duchi di Pomerania.
Tuttavia Marino giunse ad un violento scontro con il suo clero, allorché egli reclamò e riscosse dal clero un tributo a titolo d'ingresso del vescovo (subsidium caritativum), che gli era stato concesso da un sinodo a Stettino per risanare le finanze del vescovato. Anche i canonici del capitolo del duomo gli si opposero, criticandolo del mancato risarcimento al conte di Erbstein ed incolpandolo per il conseguente inadempimento degli obblighi fra vescovi.
Il 3 febbraio 1481 infine numerosi rappresentanti del clero inviarono un voluminoso reclamo al papa, nel quale rimproveravano a Marino un comportamento dannoso alla diocesi ed alla Chiesa.
Essi ottennero anche l'appoggio di Boghislao X, che era probabilmente scontento della politica del vescovo, soprattutto per i suoi rapporti con il Brandeburgo.
Nel marzo del 1481 Marino fu aggredito da un gruppo di rivoltosi e dovette rifugiarsi nel Duomo di San Nicola. Subito dopo che egli aveva fatto pervenire al papa le sue repliche alle lamentele del capitolo, questo lo diede per destituito. Marino si stabilì fino ad agosto 1481 a Kolberg, da dove egli emise ancora alcune ordinanze e rilasciò vari atti, poiché le città della diocesi erano ancora pubblicamente dalla sua parte, prima di partire per Roma. Colà egli intentò un procedimento, a quanto pare con crescente successo, contro la sua destituzione, ma il suo improvviso decesso nel 1482 pose termine definitivamente al suo episcopato.